# 시더 월튼
시더 월튼(Cedar Walton, 1934년 1월 17일 ~ 2013년 8월 19일)은 미국의 하드 밥 재즈 피아니스트였다. 그는 드럼 연주자 아트 블래키의 밴드 멤버로 유명해 졌고, 이후 밴드 리더와 작곡가로서의 긴 경력을 쌓게 되었다.